# Le Grand Webzé
Le Grand Webzé était une émission de télévision française diffusée d'octobre 2011 à février 2012 sur France 5 et coprésentée par François Rollin et Vinvin. Elle avait pour ambition de « réconcilier le web et la télévision ». L'émission a cessé en 2012 après 4 numéros, pour cause d'audience insuffisante.
Le titre de l'émission est inspiré d'une pièce de théâtre intitulée Le Grand Mezze, à laquelle François Rollin a participé.

## Identité visuelle (logo)

Logo durant les trois premières émissions.
Logo pour la dernière émission.